# Nisída Stamfáni
Nisída Stamfáni är en ö i Grekland.   Den ligger i prefekturen Nomós Zakýnthou och regionen Joniska öarna, i den södra delen av landet, 250 km väster om huvudstaden Aten. Arean är 1,3 kvadratkilometer.
Terrängen på Nisída Stamfáni är platt. Öns högsta punkt är 24 meter över havet. Den sträcker sig 1,4 kilometer i nord-sydlig riktning, och 1,8 kilometer i öst-västlig riktning.